# Рулиха (село)
Рули́ха (каз. Рулиха) — село в Шемонаихинском районе Восточно-Казахстанской области Казахстана, входит в состав Каменевского сельского округа. Код КАТО — 636845700.

## География
Село расположено на западе Шемонаихинского района, в 5 километрах к востоку от административного центра сельского округа села Рассыпное, в 14 километрах к югу от районного центра города Шемонаиха. Ближайшая железнодорожная станция Рулиха — расположена к западу от села (по дороге — 3,9 км). Соседние населённые пункты: Рулиха к западу. Транспортное сообщение осуществляется автомобильной дорогой KF SH-19 «Рассыпное — станция Рулиха — село Рулиха». Высота центра населённого пункта — 358 метров над уровнем моря.

## Население
| Численность населения | Численность населения | Численность населения |
| 1989                  | 1999                  | 2009                  |
| --------------------- | --------------------- | --------------------- |
| 1202                  | ↗1336                 | ↘1083                 |

Процентное соотношение численно-преобладающих национальностей согласно переписи 1989 года:
| Национальность | Процентное соотношение |
| -------------- | ---------------------- |
| Русские        | 73 %                   |
| Другие         | 27 %                   |

### Известные уроженцы, жители
- Георгий Сергеевич Титов (1918 — 2004) — советский диктор Новосибирского радио (1950—1973). Участник Советско-финляндской войны (1939—1940) и Великой Отечественной войны.